# Karl Wilhelm Reinmuth
Karl Wilhelm Reinmuth, nemški astronom, * 4. april 1892, Heidelberg, Nemčija, † 6. maj 1979.

## Življenje in delo
Reinmuth je odkril 395 asteroidov, od tega najprej 15. oktobra 1914 asteroid 796 Sarita. Tako je po številu najboljši odkritelj asteroidov. Od leta 1912 do 1957 je delal na Observatoriju Königstuhl pri Heidelbergu.
Najbolj znana asteroida, ki jih je odkril, sta Apolonca 1862 Apolon in 69230 Hermes. 28. oktobra 1937 je odkril asteroid 69230 Hermes. Hermes ima zelo ekscentričen tir, ki ga pripelje najbližje Zemlji od vseh malih planetov. Januarja 1938 se je nahajal okoli 780.000 km proč od Zemlje (malo več od dvojne razdalja do Lune), kar so nekateri smatrali za nevarnost trka z Zemljo. Odkril je tudi Jupitrove Trojance: 911 Agamemnon, 1143 Odisej, 1172 Enej, 1173 Anhis, 1208 Troilos, 1404 Ajaks, 1437 Diomed, 1749 Telamon.
23. marca 1942 je odkril tudi asteroid 5535 Annefrank, ki ga je 2. novembra 2002 na razdalji 3079 km preletela Nasina medplanetarna sonda Stardust.
Odkril je dva periodnična kometa 30P/Reinmuth in 44P/Reinmuth.

## Priznanja
Poimenovanja
Po njem se imenuje asteroid 1111 Reinmuthija, ki ga je tudi sam odkril 11. februarja 1927.